# Pseudophasma eupeplum
Pseudophasma eupeplum är en insektsart som beskrevs av Morgan Hebard 1919. Pseudophasma eupeplum ingår i släktet Pseudophasma och familjen Pseudophasmatidae. Inga underarter finns listade i Catalogue of Life.